# Ricardo Bochini
Ricardo Enrique Bochini (né le 25 janvier 1954 à Zárate, dans la Province de Buenos Aires) est un footballeur international argentin.
Surnommé El Bocha, ce milieu de terrain offensif est un des joueurs emblématiques de l'histoire du CA Independiente, au sein duquel il réalise toute sa carrière et remporte douze titres majeurs.

## Biographie

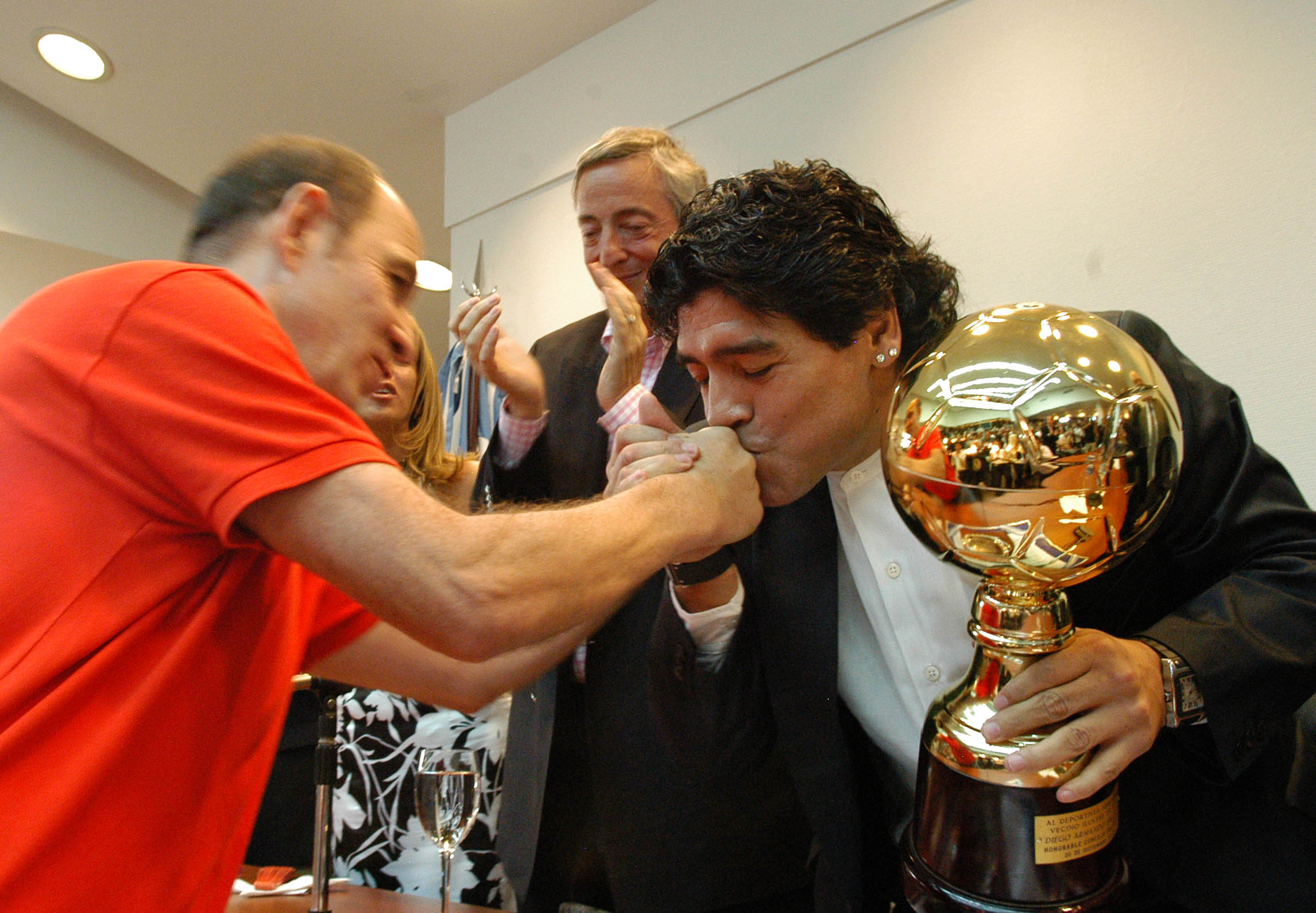
Bochini avec Diego Maradona, 2007.

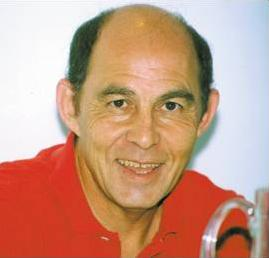
Bochini, 2008.

Entre 1972, Ricardo Bochini fait ses débuts en équipe première du CA Independiente, un des « cinq grands du football argentin », à 18 ans. Il s'impose rapidement comme un joueur majeur de cette équipe, composant avec le jeune Daniel Bertoni un duo redouté. En 1973, les diables rouges remportent la Copa Libertadores. Qualifiés pour la Coupe intercontinentale, ils l'emportent pour la première fois sur un but de Bochini (1-0, face à la Juventus).
En finale du tournoi Nacional en 1977, disputée le 25 janvier 1978 face à Talleres de Cordoba, les diables rouges se déplacent à Cordoba après un match nul de l'aller (1-1). À 15 minutes de la fin, alors que le score est de 1-1, l'arbitre valide un but controversé pour les locaux, ce qui provoque la fureur des joueurs d'Independiente, dont trois sont exclus. A huit contre onze, ces derniers parviennent à égaliser par Bochini, sur une passe décisive de Bertoni, ce qui leur offre le titre grâce à la règle des buts marqués à l'extérieur ! En 1978, Independiente remporte le titre de champion Nacional d'Argentine à l'issue d'une finale face à Club Atlético River Plate. Après un match nul et vierge au stade Monumental, les diables rouges l'emportent à La Doble Visera grâce à deux nouveaux buts de Bochini. En 1983, Independiente remporte championnat et Copa Libertadores ; Bochini est élu « joueur de l'année ».
En vingt saisons, Bochini enlève douze trophées majeurs avec Independiente, dont quatre championnats d'Argentine (1977, 1978, 1983, 1988-1989), quatre Copa Libertadores (1973, 1974, 1975, 1984) et deux coupes intercontinentales (1973, 1984). Affublé généralement du numéro 10, il dispute 714 matches et marque 108 buts sous le maillot rouge, ce qui en fait le tenant du record du nombre de matchs disputés avec le même club en Argentine.
Il n'est pas tant reconnu pour ses qualités de buteur que ses passes décisives, à tel point que l'expression pase bochinesco (que l'on peut traduire par une passe bochinesque) est utilisée en Argentine pour décrire une passe permettant à un attaquant de se trouver en situation de marquer,.
De 1977 à 1986, il est sélectionné en équipe nationale argentine, avec laquelle il remporte le Mundial 1986 (au cours duquel il participe à la demi-finale face à la Belgique). Il est cependant cantonné à un rôle de remplaçant, Carlos Bilardo lui préférant Jorge Burruchaga pour jouer au milieu en soutien de Diego Maradona et de Jorge Valdano. Cette concurrence au milieu de terrain fait qu'il ne compte finalement que onze sélections.

## Carrière à Independiente
| Championnat        | Matchs | Buts |
| ------------------ | ------ | ---- |
| Metropolitano 1972 | 3      | 0    |
| Nacional 1972      | 7      | 1    |
| Metropolitano 1973 | 7      | 2    |
| Nacional 1973      | 14     | 2    |
| Metropolitano 1974 | 17     | 8    |
| Nacional 1974      | 19     | 7    |
| Metropolitano 1975 | 21     | 5    |
| Nacional 1975      | 14     | 5    |
| Metropolitano 1976 | 16     | 1    |
| Nacional 1976      | 3      | 0    |
| Metropolitano 1977 | 40     | 4    |
| Nacional 1977      | 17     | 4    |
| Metropolitano 1978 | 29     | 5    |
| Nacional 1978      | 10     | 6    |
| Metropolitano 1979 | 17     | 3    |
| Nacional 1979      | 11     | 2    |
| Metropolitano 1980 | 20     | 0    |

| Championnat        | Matchs | Buts |
| ------------------ | ------ | ---- |
| Nacional 1980      | 15     | 0    |
| Metropolitano 1981 | 30     | 2    |
| Nacional 1981      | 18     | 3    |
| Nacional 1982      | 11     | 1    |
| Metropolitano 1982 | 15     | 2    |
| Nacional 1983      | 19     | 1    |
| Metropolitano 1983 | 35     | 3    |
| Nacional 1984      | 8      | 1    |
| Metropolitano 1984 | 23     | 4    |
| Nacional 1985      | 9      | 1    |
| 1985/86            | 33     | 9    |
| 1986/87            | 38     | 8    |
| Liguilla 1987      | 6      | 1    |
| 1987/88            | 32     | 3    |
| 1988/89            | 33     | 2    |
| 1989/90            | 27     | 1    |
| 1990/91            | 17     | 0    |
| Total              | 634    | 97   |

| Année     | Compétition               |
| --------- | ------------------------- |
| 1973      | Copa Libertadores         |
| 1973      | Coupe intercontinentale   |
| 1974      | Copa Libertadores         |
| 1974      | Copa Interamericana       |
| 1975      | Copa Libertadores         |
| 1975      | Copa Interamericana       |
| 1977      | Championnat Nacional      |
| 1978      | Championnat Nacional      |
| 1983      | Championnat Metropolitano |
| 1984      | Copa Libertadores         |
| 1988-1989 | Championnat d'Argentine   |